# Liste der Nummer-eins-Hits in den britischen Charts (1953)
Diese Liste enthält alle fünfzehn britischen Nummer-eins-Hits des Jahres 1953. Sie waren die Spitzenreiter der wöchentlichen Top 20 der britischen Musikzeitschrift New Musical Express.
Dominiert wurde das erste vollständige Jahr mit britischen Charts von US-amerikanischen Interpreten. 7 Sängerinnen und Sänger aus den Staaten führten in 49 Wochen die Hitlisten an, zwei von ihnen mit zwei, einer mit 3 Nummer-eins-Hits. Drei britische Interpreten, darunter die einzige Band, schafften es in den übrigen Wochen an die Spitze, dazu noch mit dem einzigen Instrumentalhit der Italiener Annunzio Mantovani, der sich allerdings in England niedergelassen hatte. Er war auch der einzige Nicht-Amerikaner, der einen Platz in den Top 10 des Gesamtjahrs belegen konnte. Frankie Laine war der überragende Künstler des Jahres, nicht nur mit seinen drei Chartspitzenreitern und Platz 1, 2 und 6 in den Jahrescharts. Die 18 Wochen, die er mit I Believe an der Spitze stand, wurden danach in der Chartgeschichte von keinem anderen Interpreten mehr erreicht.

## Singles
| ← 1952 ← | Liste der Nummer-eins-Hits in den britischen Charts | Liste der Nummer-eins-Hits in den britischen Charts                                                                                 | Liste der Nummer-eins-Hits in den britischen Charts                                      | 1954 → |
| \| Zeitraum \| Wo. ges. \| Interpret \| Titel Autor(en) \| Zusätzliche Informationen \| \| (Zeitraum, Wochen auf Platz eins, Interpret, Titel, Autor[en], zusätzliche Informationen) \| \| \| \| \| \| ----------------------------------------------------------------------------------------- \| -------- \| ----------------------------------------------------------------------------------------------------------------------------------- \| -------------------------------------------------------------------------------------------- \| --------------------------------------------------------------------------------------------------------------------------------------------------------------------------------------------------------------------------------------------------------------------------------------------------------------------------------------------------------------------------------------------------------------------------------------------------------------------------------------------------------------- \| \| 14. November 1952 – 15. Januar 1953 9 Wochen \| 9 \| Al Martino (with Monty Kelly & His Orchestra) \| Here in My Heart[1] Bill Borrelli, Lou Levinson, Pat Genaro \| - \| \| 16. Januar 1953 – 22. Januar 1953 1 Woche \| 1 \| Jo Stafford (with Paul Weston & His Orchestra) \| You Belong to Me[2] Chilton Price, Pee Wee King, Redd Stewart \| Bereits der zweite offizielle Nummer-1-Hit in Großbritannien stammte von einer Frau. Stafford und Orchesterleiter Weston hatten im Jahr davor geheiratet. \| \| 23. Januar 1953 – 29. Januar 1953 1 Woche \| 1 \| Kay Starr (with Harold Mooney & His Orchestra) \| Comes A-Long A-Love[3] Al Sherman \| Die US-Sängerin hatte im Vorjahr ihren ersten Nummer-1-Hit in den USA gehabt und startete ihr britische Chartkarriere auf Platz 1. In ihrer Heimat kam dieses Lied aber nur auf Platz 9. Es war der letzte große Hit von Songwriter Al Sherman, dem Vater der Sherman-Brüder. \| \| 30. Januar 1953 – 5. Februar 1953 1 Woche \| 1 \| Eddie Fisher (with Hugo Winterhalter & His Orchestra & Chorus) \| Outside of Heaven[4] Chester Conn, Sammy Gallop \| Auch Eddie Fisher hatte schon zahlreiche Hits in den US-Charts gehabt und im Vorjahr seinen ersten Nummer-1-Hit Wish You Were Here. Damit hatte er in England nur Platz 8 erreicht. Bei Outside of Heaven war es genau umgekehrt: Platz 1 in den britischen Charts, Platz 8 in USA. \| \| 6. Februar 1953 – 12. März 1953 5 Wochen \| 5 \| Perry Como with the Ramblers \| Don’t Let the Stars Get in Your Eyes[5] Slim Willet \| Zwei Interpreten, Willet selbst und Skeets McDonald, hatten das Lied schon auf Platz 1 der US-Country-Charts gebracht. Perry Como machte es zu einem internationalen Pophit und zum ersten von zwei Nummer-1-Hits in Großbritannien. \| \| 13. März 1953 – 9. April 1953 4 Wochen \| 4 \| Guy Mitchell (with Mitch Miller & His Orchestra & Chorus) \| She Wears Red Feathers[6] Bob Merrill \| In seiner Heimat hatte der US-Amerikaner trotz mehrerer Millionenseller Platz 1 bis dahin verfehlt. In UK ist Mitchells zweite Chartsingle sein erster Spitzenreiter. \| \| 10. April 1953 – 16. April 1953 1 Woche \| 1 \| The Stargazers \| Broken Wings[7] John Jerome, Bernard Gunn \| Nach 6 Nummer-1-Hits von US-amerikanischen Sängerinnen und Sängern waren die Stargazers die ersten britischen Interpreten an der Spitze der neuen Charts. Ihr Landsmann Dickie Valentine hatte den Song zwar zuerst aufgenommen, aber nur Platz 12 erreicht. \| \| 17. April 1953 – 23. April 1953 1 Woche \| 1 \| Lita Roza \| (How Much Is) That Doggie in the Window[8] Bob Merrill \| Bekannt geworden war die Engländerin als Sängerin für Bandleader Ted Heath und mit Ted Heath and His Music war sie auch mehrfach in den Charts. Für ihre erste Solosingle wählte sie einen Novelty-Hit von Patti Page, der in den USA bereits ein Nummer-1-Hit gewesen war. Das Original erreichte nur Platz 9 in England. Trotz des Erfolgs wollte Lita Roza den Song aber nicht bei ihren Bühnenauftritten singen. Danach trennte sie sich von Ted Heath, hatte aber solo nur noch zwei kleinere Top-20-Hits. \| \| 24. April 1953 – 25. Juni 1953 9 Wochen (insgesamt 18) \| 18 \| Frankie Laine (with Paul Weston & His Orchestra) \| I Believe[9] Al Stillman, Ervin Drake, Irvin Graham, Jimmy Shirl \| Jane Froman hatte das Lied in ihrer Fernsehshow gesungen, aber nicht aufgenommen. Frankie Laine, seit 1947 einer der erfolgreichsten Popsänger in den USA, machte das Lied zum internationalen Hit. 18 Wochen auf Platz 1 wurden danach von keiner anderen Single mehr erreicht. Robson & Jerome brachten das Lied 1995 noch einmal an die Chartspitze. \| \| 26. Juni 1953 – 2. Juli 1953 1 Woche \| 1 \| Eddie Fisher with Sally Sweetland \| I’m Walking Behind You Billy Reid \| Eddie Fisher war der Erste, der es zum zweiten Mal auf Platz 1 in Großbritannien schaffte. Er hatte noch weitere Charthits, über Platz 5 kam er aber danach – anders als in seiner Heimat – nicht mehr hinaus. Geschrieben hatte der britische Bandleader Billy Reid das Lied für seine damalige Frau Dorothy Squires, aber erst über den Umweg USA kam das Lied zurück in die UK-Charts. \| \| 3. Juli 1953 – 13. August 1953 6 Wochen (insgesamt 18) \| 18 \| Frankie Laine (with Paul Weston & His Orchestra) \| I Believe Al Stillman, Ervin Drake, Irvin Graham, Jimmy Shirl \| - \| \| 14. August 1953 – 20. August 1953 1 Woche \| 1 \| Mantovani & His Orchestra \| The Song from the Moulin Rouge (Where Is Your Heart)[10] Georges Auric \| Die Melodie stammt ursprünglich aus dem Film Moulin Rouge. Der italienische Orchesterleiter war damit in Europa erfolgreich, Nummer 1 in den USA war die Version von Percy Faith. \| \| 21. August 1953 – 10. September 1953 3 Wochen (insgesamt 18) \| 18 \| Frankie Laine (with Paul Weston & His Orchestra) \| I Believe Al Stillman, Ervin Drake, Irvin Graham, Jimmy Shirl \| - \| \| 11. September 1953 – 22. Oktober 1953 6 Wochen \| 6 \| Guy Mitchell (with Mitch Miller & His Orchestra & Chorus) \| Look at That Girl[11] Bob Merrill \| Auch für Guy Mitchell war es bereits der zweite Nummer-1-Hit, in seiner Heimat kam der US-Amerikaner mit dem Lied aber gar nicht in die Charts. Für Songwriter Bob Merril war es sogar schon der dritte Spitzenreiter in einem Jahr. \| \| 23. Oktober 1953 – 5. November 1953 2 Wochen \| 2 \| Frankie Laine (with Paul Weston & His Orchestra and the Norman Luboff Choir) \| Hey Joe[12] Boudleaux Bryant \| Carl Smith hatte mit dem Lied einen Nummer-1-Hit in den US-Country-Charts, die Popversion von Laine war zuhause aber nicht so erfolgreich. Dafür bescherte sie ihm in Großbritannien den zweiten Spitzenreiter. \| \| 6. November 1953 – 12. November 1953 1 Woche (insgesamt 2) \| 2 \| David Whitfield (with Stanley Black & His Orchestra) \| Answer Me[13] Musik: Gerhard Winkler; Originaltext: Fred Rauch; englischer Text: Carl Sigman \| Weil die BBC das englische Original von Frankie Laine boykottierte, sprang David Whitfield mit einer entschärften Version ein und eroberte die Chartspitze, doch … \| \| 13. November 1953 – 10. Dezember 1953 4 Wochen (insgesamt 8) \| 8 \| Frankie Laine (with Paul Weston & His Orchestra and the Norman Luboff Choir) \| Answer Me[14] Musik: Gerhard Winkler; Originaltext: Fred Rauch; englischer Text: Carl Sigman \| … die boykottierte Version setzte sich trotzdem durch und wurde noch erfolgreicher. Beanstandet wurde, dass in dem Liebeslied die Titelzeile „Answer me, Lord above“ („Antworte mir, Herr im Himmel“) eine „sentimentale Verhöhnung“ des christlichen Gebets sei.[15] Frankie Laine gelangen damit als erstem 3 Nummer-1-Hits in einem Jahr, erst in den 1960er Jahren schafften das wieder andere Interpreten. \| \| 11. Dezember 1953 – 17. Dezember 1953 1 Woche (insgesamt 8/2) \| 8/2 \| Frankie Laine (with Paul Weston & His Orchestra and the Norman Luboff Choir) / David Whitfield (with Stanley Black & His Orchestra) \| Answer Me Musik: Gerhard Winkler; Originaltext: Fred Rauch; englischer Text: Carl Sigman \| Zum ersten Mal mussten sich zwei Singles Platz 1 der Charts teilen und nur dieses eine Mal handelte es sich dabei um zwei Versionen eines Songs. \| \| 18. Dezember 1953 – 7. Januar 1954 3 Wochen (insgesamt 8) \| 8 \| Frankie Laine (with Paul Weston & His Orchestra and the Norman Luboff Choir) \| Answer Me Musik: Gerhard Winkler; Originaltext: Fred Rauch; englischer Text: Carl Sigman \| - \| |                                                     | |                                                                                          | |
| ← 1952 |                                                     | |                                                                                          | → 1954 → |
| Zeitraum | Wo. ges.                                            | Interpret | Titel Autor(en)                                                                          | Zusätzliche Informationen |
| (Zeitraum, Wochen auf Platz eins, Interpret, Titel, Autor[en], zusätzliche Informationen) |                                                     | |                                                                                          | |
| 14. November 1952 – 15. Januar 1953 9 Wochen | 9                                                   | Al Martino (with Monty Kelly & His Orchestra)                                                                                       | Here in My Heart Bill Borrelli, Lou Levinson, Pat Genaro                                 | - |
| 16. Januar 1953 – 22. Januar 1953 1 Woche | 1                                                   | Jo Stafford (with Paul Weston & His Orchestra)                                                                                      | You Belong to Me Chilton Price, Pee Wee King, Redd Stewart                               | Bereits der zweite offizielle Nummer-1-Hit in Großbritannien stammte von einer Frau. Stafford und Orchesterleiter Weston hatten im Jahr davor geheiratet. |
| 23. Januar 1953 – 29. Januar 1953 1 Woche | 1                                                   | Kay Starr (with Harold Mooney & His Orchestra)                                                                                      | Comes A-Long A-Love Al Sherman                                                           | Die US-Sängerin hatte im Vorjahr ihren ersten Nummer-1-Hit in den USA gehabt und startete ihr britische Chartkarriere auf Platz 1. In ihrer Heimat kam dieses Lied aber nur auf Platz 9. Es war der letzte große Hit von Songwriter Al Sherman, dem Vater der Sherman-Brüder. |
| 30. Januar 1953 – 5. Februar 1953 1 Woche | 1                                                   | Eddie Fisher (with Hugo Winterhalter & His Orchestra & Chorus)                                                                      | Outside of Heaven Chester Conn, Sammy Gallop                                             | Auch Eddie Fisher hatte schon zahlreiche Hits in den US-Charts gehabt und im Vorjahr seinen ersten Nummer-1-Hit Wish You Were Here. Damit hatte er in England nur Platz 8 erreicht. Bei Outside of Heaven war es genau umgekehrt: Platz 1 in den britischen Charts, Platz 8 in USA. |
| 6. Februar 1953 – 12. März 1953 5 Wochen | 5                                                   | Perry Como with the Ramblers | Don’t Let the Stars Get in Your Eyes Slim Willet                                         | Zwei Interpreten, Willet selbst und Skeets McDonald, hatten das Lied schon auf Platz 1 der US-Country-Charts gebracht. Perry Como machte es zu einem internationalen Pophit und zum ersten von zwei Nummer-1-Hits in Großbritannien. |
| 13. März 1953 – 9. April 1953 4 Wochen | 4                                                   | Guy Mitchell (with Mitch Miller & His Orchestra & Chorus)                                                                           | She Wears Red Feathers Bob Merrill                                                       | In seiner Heimat hatte der US-Amerikaner trotz mehrerer Millionenseller Platz 1 bis dahin verfehlt. In UK ist Mitchells zweite Chartsingle sein erster Spitzenreiter. |
| 10. April 1953 – 16. April 1953 1 Woche | 1                                                   | The Stargazers | Broken Wings John Jerome, Bernard Gunn                                                   | Nach 6 Nummer-1-Hits von US-amerikanischen Sängerinnen und Sängern waren die Stargazers die ersten britischen Interpreten an der Spitze der neuen Charts. Ihr Landsmann Dickie Valentine hatte den Song zwar zuerst aufgenommen, aber nur Platz 12 erreicht. |
| 17. April 1953 – 23. April 1953 1 Woche | 1                                                   | Lita Roza | (How Much Is) That Doggie in the Window Bob Merrill                                      | Bekannt geworden war die Engländerin als Sängerin für Bandleader Ted Heath und mit Ted Heath and His Music war sie auch mehrfach in den Charts. Für ihre erste Solosingle wählte sie einen Novelty-Hit von Patti Page, der in den USA bereits ein Nummer-1-Hit gewesen war. Das Original erreichte nur Platz 9 in England. Trotz des Erfolgs wollte Lita Roza den Song aber nicht bei ihren Bühnenauftritten singen. Danach trennte sie sich von Ted Heath, hatte aber solo nur noch zwei kleinere Top-20-Hits. |
| 24. April 1953 – 25. Juni 1953 9 Wochen (insgesamt 18) | 18                                                  | Frankie Laine (with Paul Weston & His Orchestra)                                                                                    | I Believe Al Stillman, Ervin Drake, Irvin Graham, Jimmy Shirl                            | Jane Froman hatte das Lied in ihrer Fernsehshow gesungen, aber nicht aufgenommen. Frankie Laine, seit 1947 einer der erfolgreichsten Popsänger in den USA, machte das Lied zum internationalen Hit. 18 Wochen auf Platz 1 wurden danach von keiner anderen Single mehr erreicht. Robson & Jerome brachten das Lied 1995 noch einmal an die Chartspitze. |
| 26. Juni 1953 – 2. Juli 1953 1 Woche | 1                                                   | Eddie Fisher with Sally Sweetland                                                                                                   | I’m Walking Behind You Billy Reid                                                        | Eddie Fisher war der Erste, der es zum zweiten Mal auf Platz 1 in Großbritannien schaffte. Er hatte noch weitere Charthits, über Platz 5 kam er aber danach – anders als in seiner Heimat – nicht mehr hinaus. Geschrieben hatte der britische Bandleader Billy Reid das Lied für seine damalige Frau Dorothy Squires, aber erst über den Umweg USA kam das Lied zurück in die UK-Charts. |
| 3. Juli 1953 – 13. August 1953 6 Wochen (insgesamt 18) | 18                                                  | Frankie Laine (with Paul Weston & His Orchestra)                                                                                    | I Believe Al Stillman, Ervin Drake, Irvin Graham, Jimmy Shirl                            | - |
| 14. August 1953 – 20. August 1953 1 Woche | 1                                                   | Mantovani & His Orchestra | The Song from the Moulin Rouge (Where Is Your Heart) Georges Auric                       | Die Melodie stammt ursprünglich aus dem Film Moulin Rouge. Der italienische Orchesterleiter war damit in Europa erfolgreich, Nummer 1 in den USA war die Version von Percy Faith. |
| 21. August 1953 – 10. September 1953 3 Wochen (insgesamt 18) | 18                                                  | Frankie Laine (with Paul Weston & His Orchestra)                                                                                    | I Believe Al Stillman, Ervin Drake, Irvin Graham, Jimmy Shirl                            | - |
| 11. September 1953 – 22. Oktober 1953 6 Wochen | 6                                                   | Guy Mitchell (with Mitch Miller & His Orchestra & Chorus)                                                                           | Look at That Girl Bob Merrill                                                            | Auch für Guy Mitchell war es bereits der zweite Nummer-1-Hit, in seiner Heimat kam der US-Amerikaner mit dem Lied aber gar nicht in die Charts. Für Songwriter Bob Merril war es sogar schon der dritte Spitzenreiter in einem Jahr. |
| 23. Oktober 1953 – 5. November 1953 2 Wochen | 2                                                   | Frankie Laine (with Paul Weston & His Orchestra and the Norman Luboff Choir)                                                        | Hey Joe Boudleaux Bryant                                                                 | Carl Smith hatte mit dem Lied einen Nummer-1-Hit in den US-Country-Charts, die Popversion von Laine war zuhause aber nicht so erfolgreich. Dafür bescherte sie ihm in Großbritannien den zweiten Spitzenreiter. |
| 6. November 1953 – 12. November 1953 1 Woche (insgesamt 2) | 2                                                   | David Whitfield (with Stanley Black & His Orchestra)                                                                                | Answer Me Musik: Gerhard Winkler; Originaltext: Fred Rauch; englischer Text: Carl Sigman | Weil die BBC das englische Original von Frankie Laine boykottierte, sprang David Whitfield mit einer entschärften Version ein und eroberte die Chartspitze, doch … |
| 13. November 1953 – 10. Dezember 1953 4 Wochen (insgesamt 8) | 8                                                   | Frankie Laine (with Paul Weston & His Orchestra and the Norman Luboff Choir)                                                        | Answer Me Musik: Gerhard Winkler; Originaltext: Fred Rauch; englischer Text: Carl Sigman | … die boykottierte Version setzte sich trotzdem durch und wurde noch erfolgreicher. Beanstandet wurde, dass in dem Liebeslied die Titelzeile „Answer me, Lord above“ („Antworte mir, Herr im Himmel“) eine „sentimentale Verhöhnung“ des christlichen Gebets sei. Frankie Laine gelangen damit als erstem 3 Nummer-1-Hits in einem Jahr, erst in den 1960er Jahren schafften das wieder andere Interpreten. |
| 11. Dezember 1953 – 17. Dezember 1953 1 Woche (insgesamt 8/2) | 8/2                                                 | Frankie Laine (with Paul Weston & His Orchestra and the Norman Luboff Choir) / David Whitfield (with Stanley Black & His Orchestra) | Answer Me Musik: Gerhard Winkler; Originaltext: Fred Rauch; englischer Text: Carl Sigman | Zum ersten Mal mussten sich zwei Singles Platz 1 der Charts teilen und nur dieses eine Mal handelte es sich dabei um zwei Versionen eines Songs. |
| 18. Dezember 1953 – 7. Januar 1954 3 Wochen (insgesamt 8) | 8                                                   | Frankie Laine (with Paul Weston & His Orchestra and the Norman Luboff Choir)                                                        | Answer Me Musik: Gerhard Winkler; Originaltext: Fred Rauch; englischer Text: Carl Sigman | - |

* Die Daten orientieren sich am Ausgabedatum des NME (jeweils freitags)

## Jahreshitparade
|  | Singlehits des Jahres in den britischen Charts | Singlehits des Jahres in den britischen Charts | Singlehits des Jahres in den britischen Charts | 1954 → |

| Platz | Platz | Interpret                                                                    | Interpret                                                                    | Titel Autor(en)                                                                          |
| ----- | ----- | ---------------------------------------------------------------------------- | ---------------------------------------------------------------------------- | ---------------------------------------------------------------------------------------- |
| 1     | 1     | Frankie Laine (with Paul Weston & His Orchestra)                             | Frankie Laine (with Paul Weston & His Orchestra)                             | I Believe Al Stillman, Ervin Drake, Irvin Graham, Jimmy Shirl                            |
| 2     | 2     | Frankie Laine (with Paul Weston & His Orchestra and the Norman Luboff Choir) | Frankie Laine (with Paul Weston & His Orchestra and the Norman Luboff Choir) | Answer Me Musik: Gerhard Winkler; Originaltext: Fred Rauch; englischer Text: Carl Sigman |
| 3     | 3     | Guy Mitchell (with Mitch Miller & His Orchestra & Chorus)                    | Guy Mitchell (with Mitch Miller & His Orchestra & Chorus)                    | Look at That Girl Bob Merrill                                                            |
| 4     | 4     | Perry Como with the Ramblers                                                 | Perry Como with the Ramblers                                                 | Don’t Let the Stars Get in Your Eyes Slim Willet                                         |
| 5     | 5     | Guy Mitchell (with Mitch Miller & His Orchestra & Chorus)                    | Guy Mitchell (with Mitch Miller & His Orchestra & Chorus)                    | She Wears Red Feathers Bob Merrill                                                       |
| 6     | 6     | Frankie Laine (with Paul Weston & His Orchestra and the Norman Luboff Choir) | Frankie Laine (with Paul Weston & His Orchestra and the Norman Luboff Choir) | Hey Joe Boudleaux Bryant                                                                 |
| 7     | 7     | Mantovani & His Orchestra                                                    | Mantovani & His Orchestra                                                    | The Song from the Moulin Rouge (Where Is Your Heart) Georges Auric                       |
| 8     | 8     | Eddie Fisher with Sally Sweetland                                            | Eddie Fisher with Sally Sweetland                                            | I’m Walking Behind You Billy Reid                                                        |
| 9     | 9     | Jo Stafford (with Paul Weston & His Orchestra)                               | Jo Stafford (with Paul Weston & His Orchestra)                               | You Belong to Me Chilton Price, Pee Wee King, Redd Stewart                               |
| 10    | 10    | Al Martino (with Monty Kelly & His Orchestra)                                | Al Martino (with Monty Kelly & His Orchestra)                                | Here in My Heart Bill Borrelli, Lou Levinson, Pat Genaro                                 |

|  |  |  |  | 1954 → |